# Julie de Lespinasse
Pour les articles homonymes, voir Lespinasse.
Julie Jeanne Éléonore (de) Lespinasse, née le 9 novembre 1732 à Lyon et morte le 23 mai 1776 à Paris, est le nom complet d'une salonnière et épistolière française. Elle inspire une grande passion à Jean d'Alembert, encyclopédiste fidèle de son salon, entretient une correspondance amoureuse avec le chevalier de Guibert et meurt prématurément.

## Les vingt-deux ans de province (1732-1754)

### Une naissance illégitime
Le 10 novembre 1732, au lendemain de sa naissance, était baptisée en l’église Saint-Paul - quartier du Vieux Lyon - Julie Jeanne Éléonore Lespinasse, « fille légitime de Claude Lespinasse, bourgeois de Lion (sic) et de dame Julie Navarre, son épouse ». La régularité de l’acte a été rapidement contestée. Dans le registre paroissial lui-même, une main anonyme a précédé d’un « il » la mention de légitime. En accompagnement, la croix par laquelle il était de tradition de faire connaître son désaccord. Le doute ne se limitait pas à l’identité des parents supposés : pourquoi le père, absent de la cérémonie, s’était-t-il fait représenter sans préciser, selon la règle, les raisons de son absence ? Sa personnalité était d’ailleurs inconnue dans la ville. De surcroît, la qualité d’épouse de sa femme a été biffée.
On ne tarda guère à soupçonner d'être la mère madame d’Albon, marquise de Saint-Forgeux, princesse d’Yvetot qui déclarait dans le même temps avoir adopté cette petite Julie. Ce n’était pas faute de précautions de sa part. Elle était allée cacher sa grossesse pendant de longs mois dans son château d’Avauges, actuellement sur le territoire de la commune de Saint-Romain-de-Popey, à une trentaine de kilomètres au nord-ouest de Lyon, non loin de Tarare. Elle s’était assurée la connivence du ménage Basiliac : Louis, chirurgien de son état, et son épouse, sage-femme « si experte en son art qu’à la mort de son conjoint, en 1743, on lui accorda le privilège de lui succéder comme chirurgien ». L’accouchement avait eu lieu dans leur logement situé dans le quartier Saint-Paul et tous deux avaient été choisis comme parrains de la nouveau-née. Leurs fonctions les tenaient, en outre, à une exemplaire discrétion. Ainsi était justifié le choix de la paroisse Saint-Paul pour la cérémonie du baptême, toute naissance devant être déclarée dans le lieu de domiciliation des parents. Or, la résidence lyonnaise de la marquise de Saint-Forgeux était située rue Pionière (actuellement Jean Carriès) à l’angle de la rue Tramassac, en limite des quartiers Saint-Jean et Saint-Georges, paroisse de Saint-Pierre-le-Vieux (lettre J sur le plan).

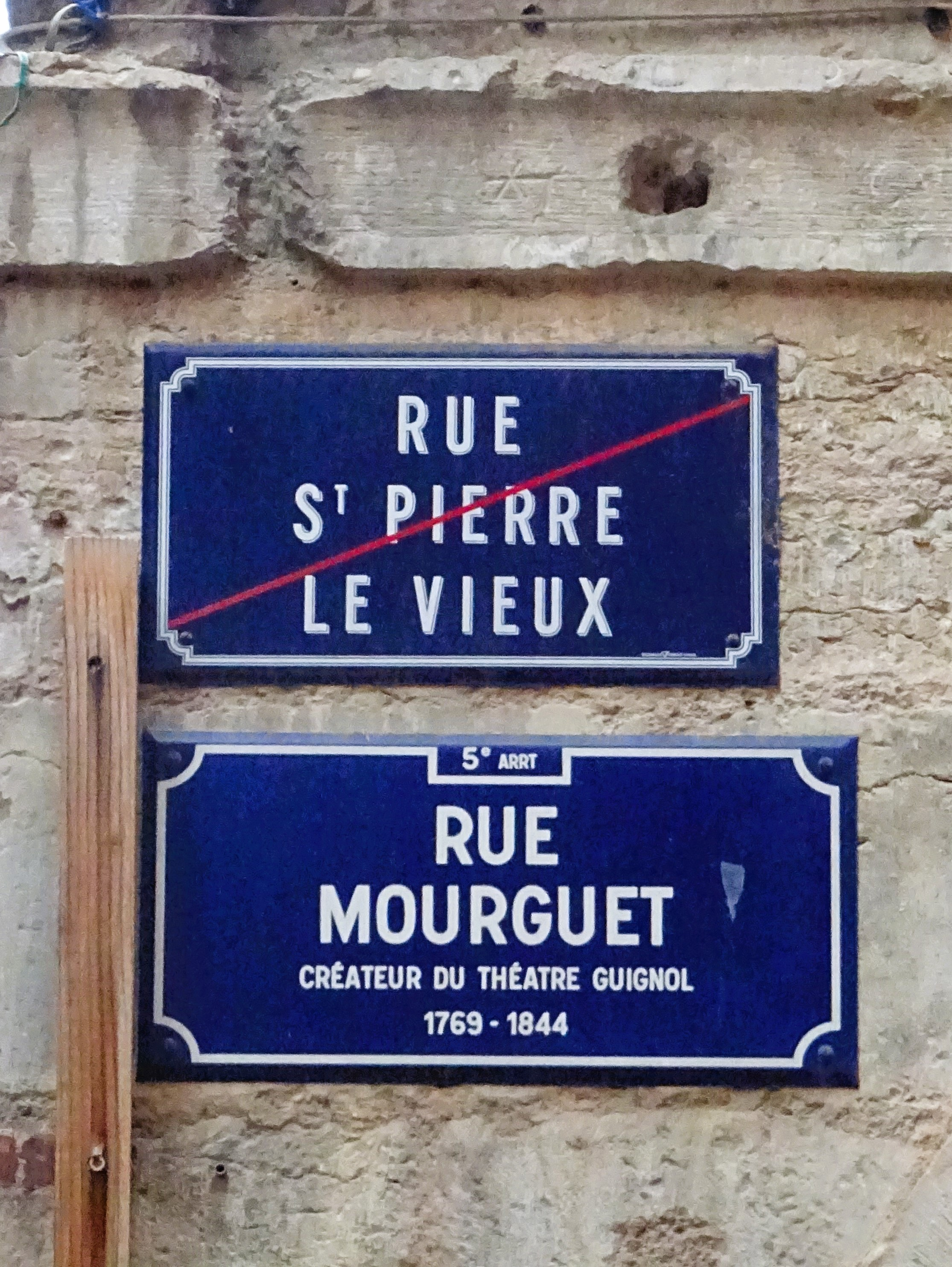
Plaque à Saint-Pierre-le-Vieux.
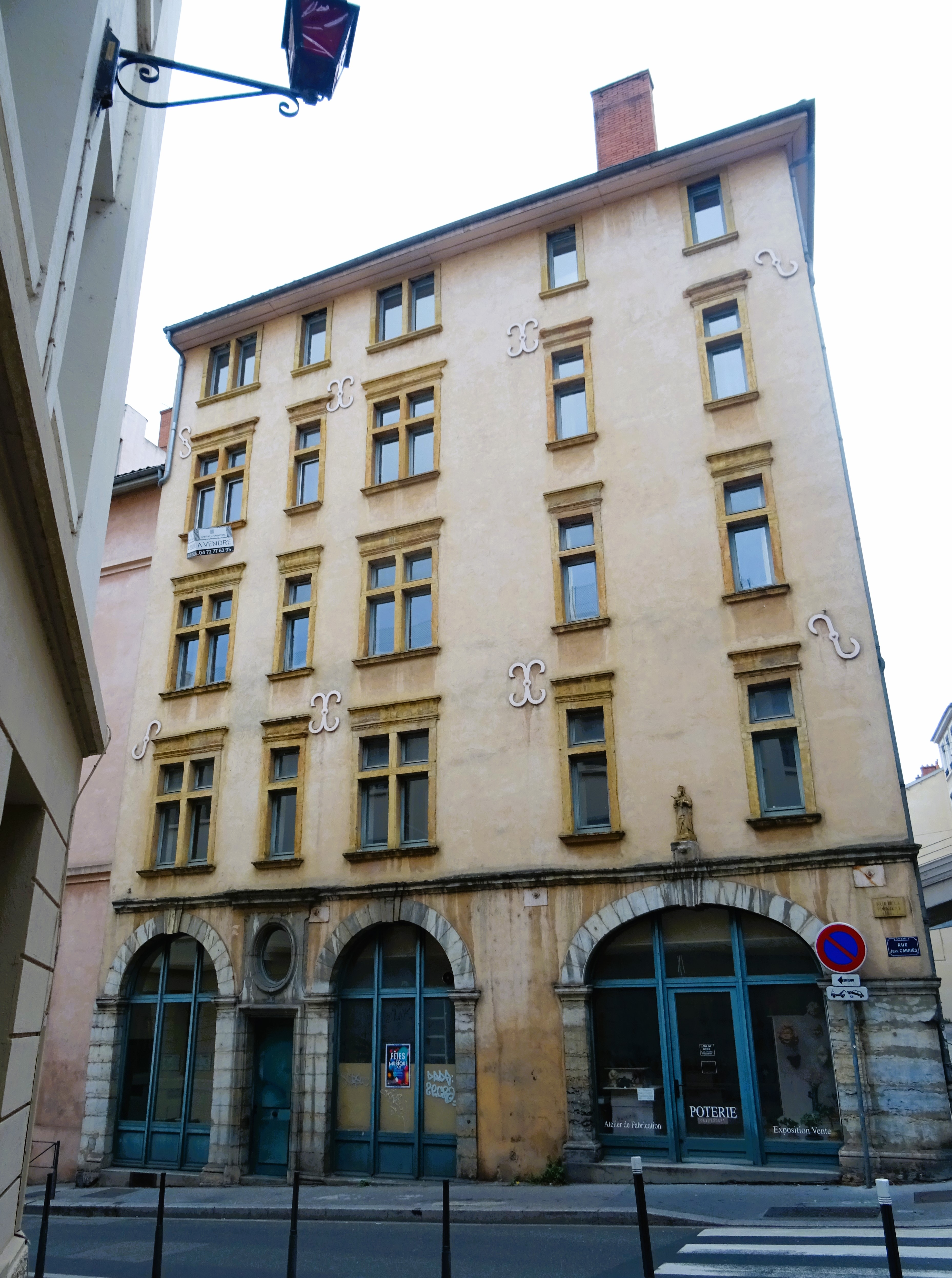
Immeuble rue Carriès.
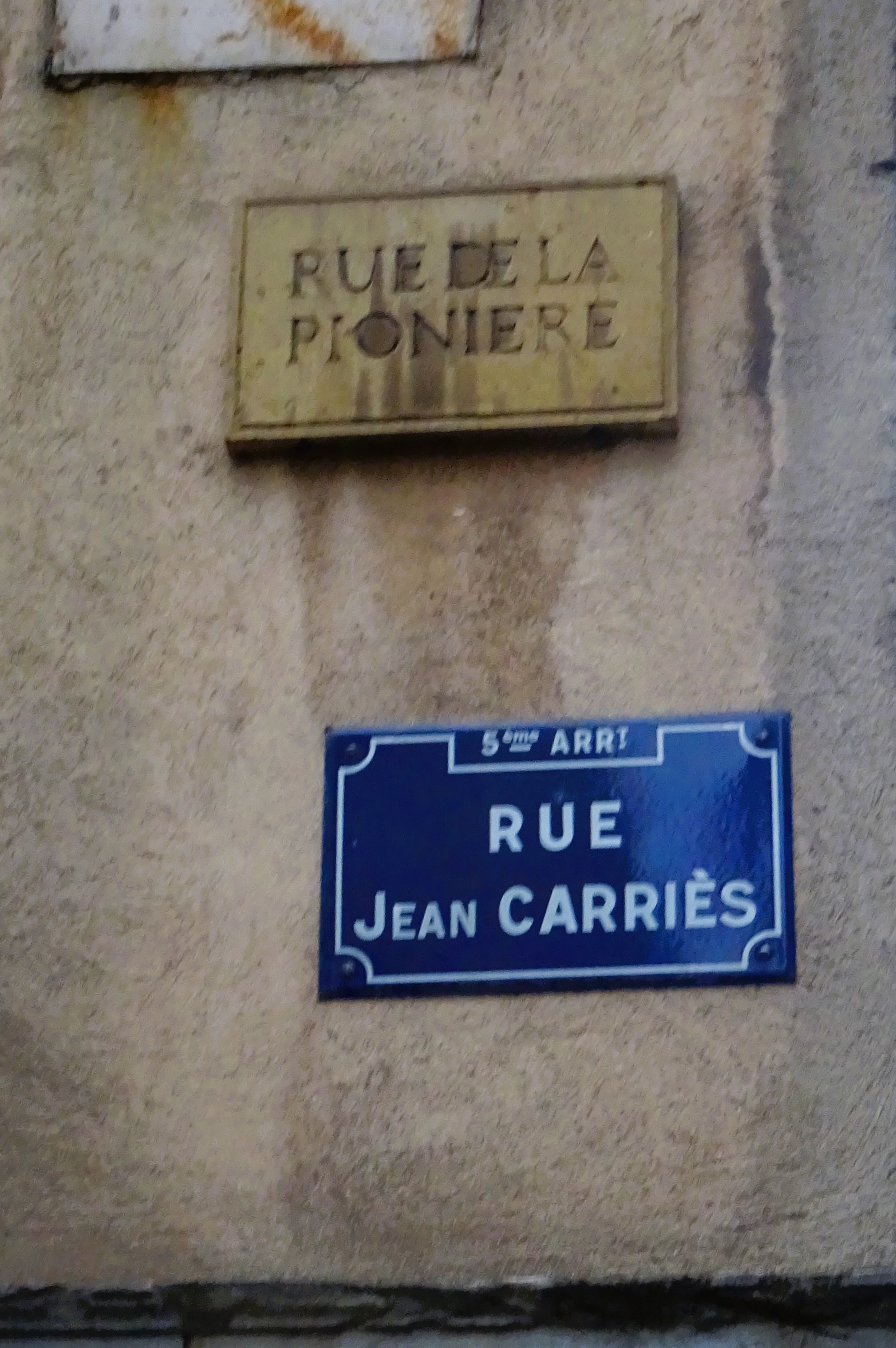
Rue Pionière.
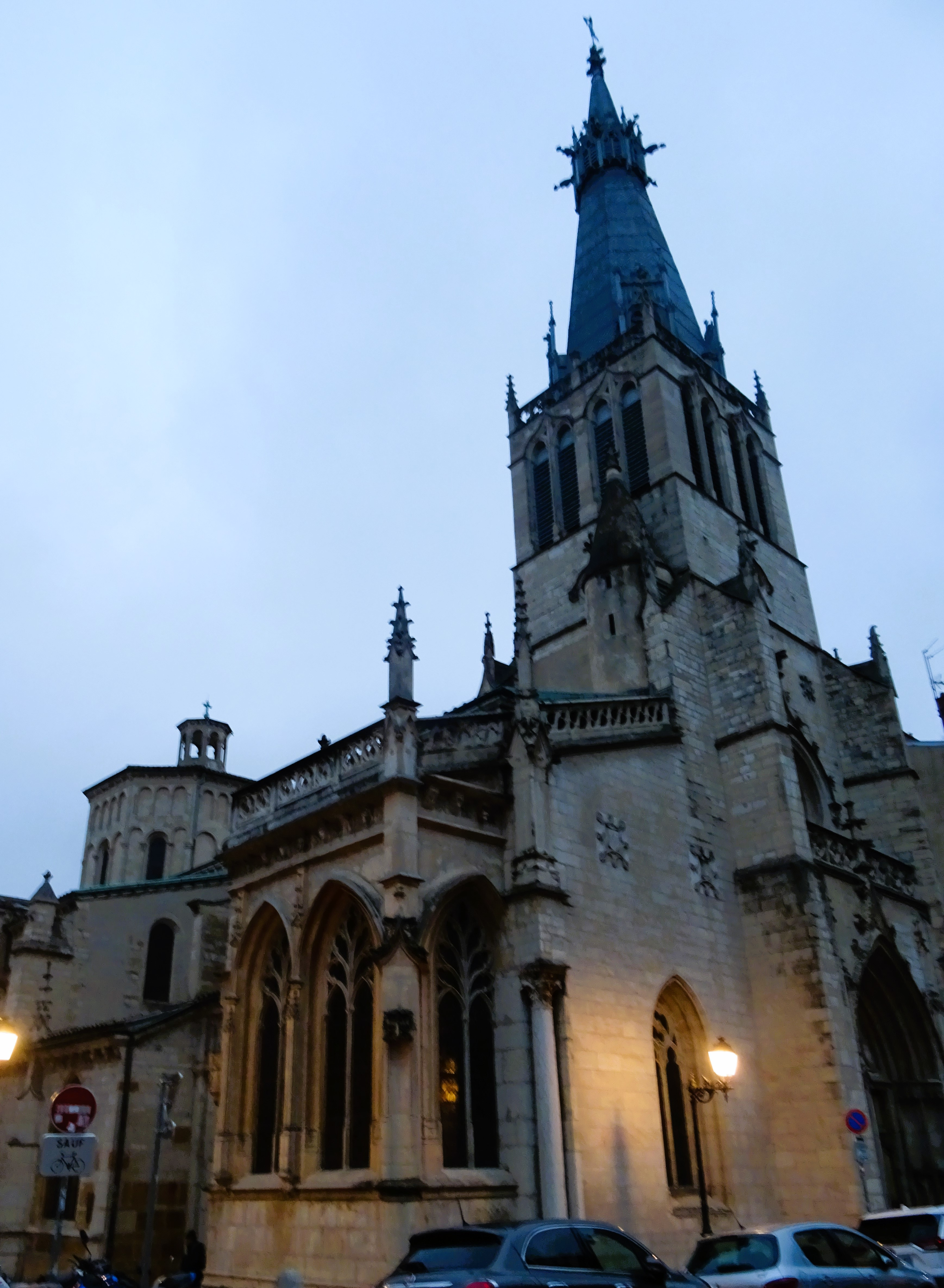
Église Saint-Paul.
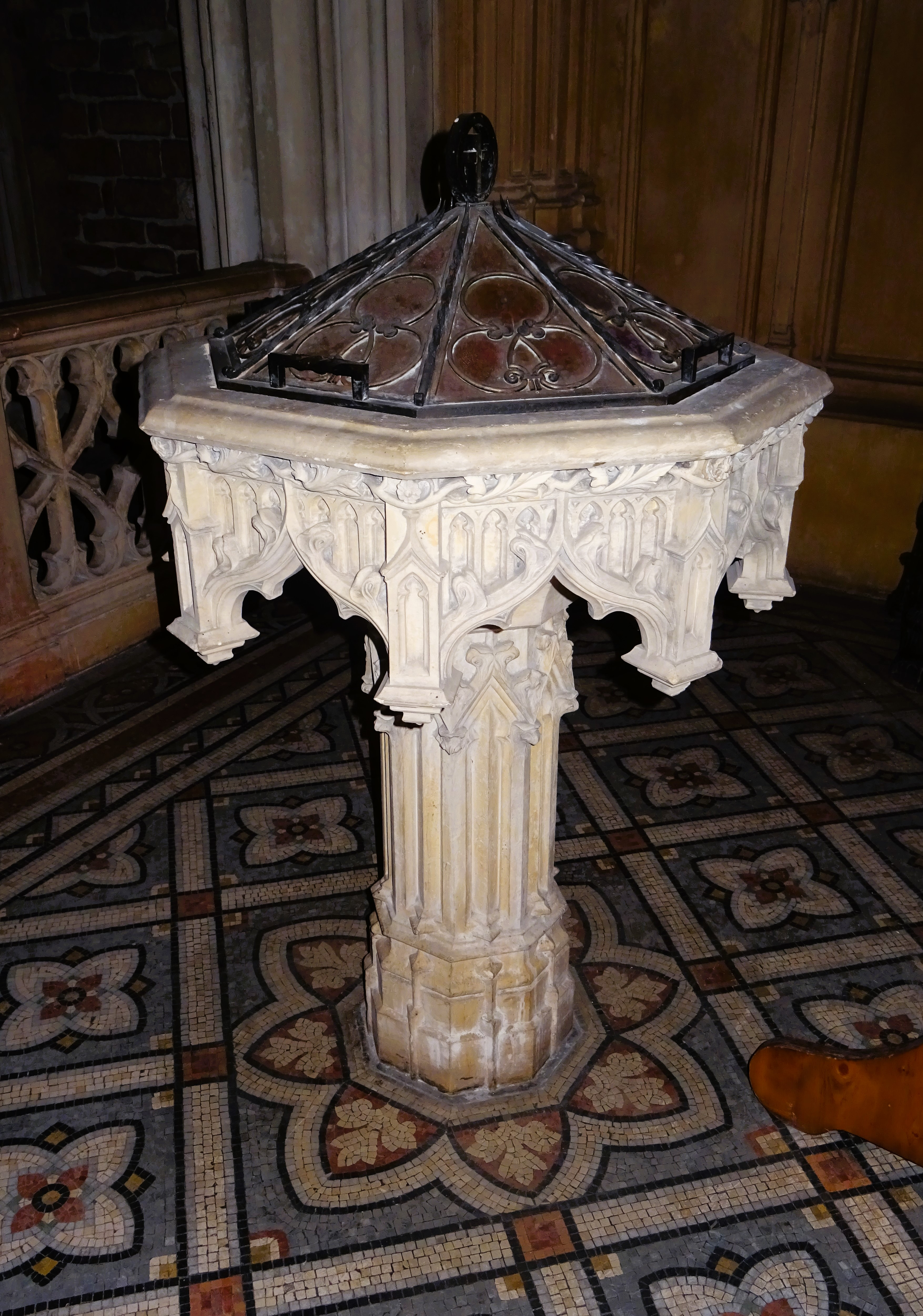
Fonts baptismaux de Saint-Paul.
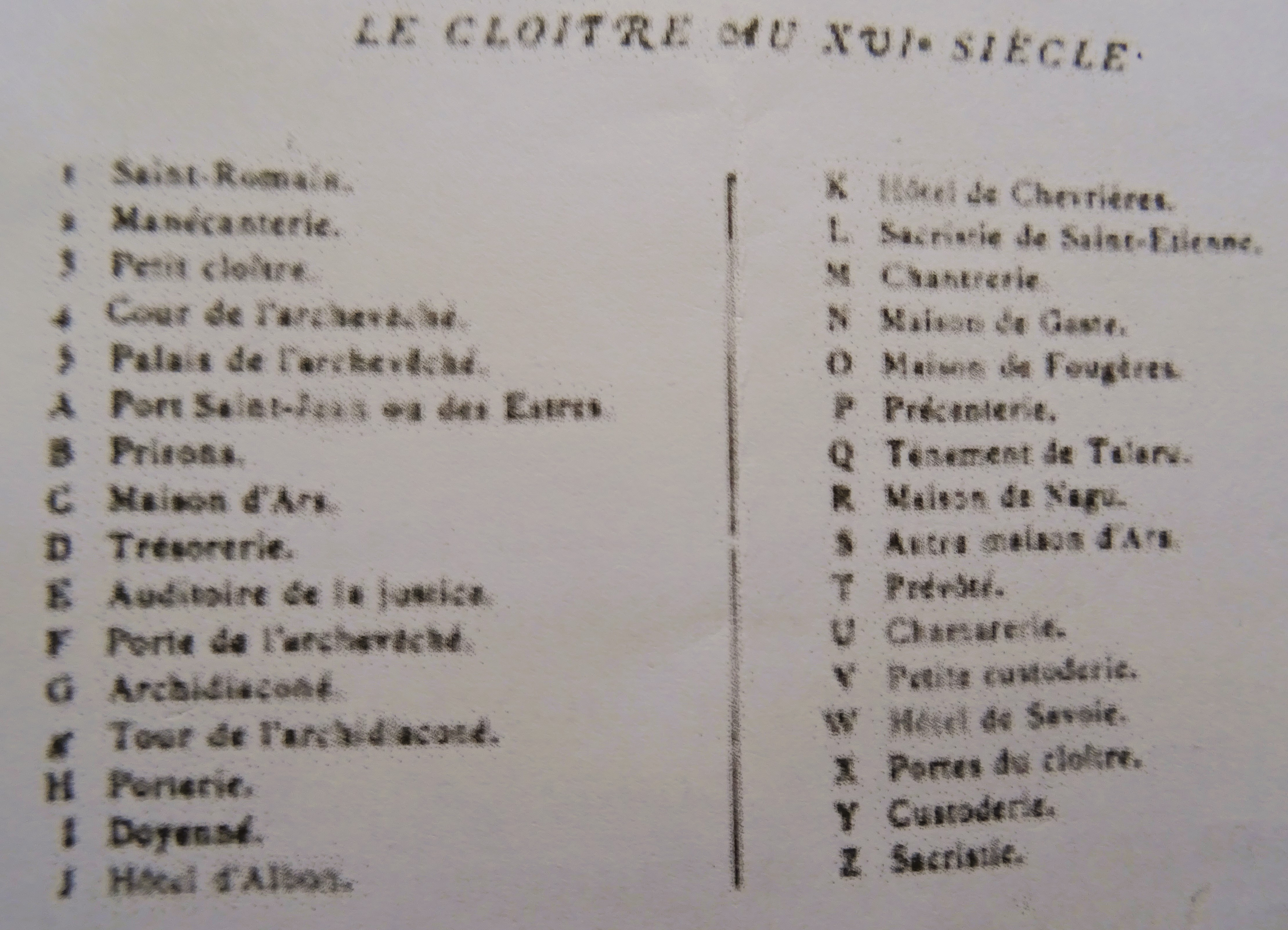
Quartier Saint-Jean tableau de localisation.
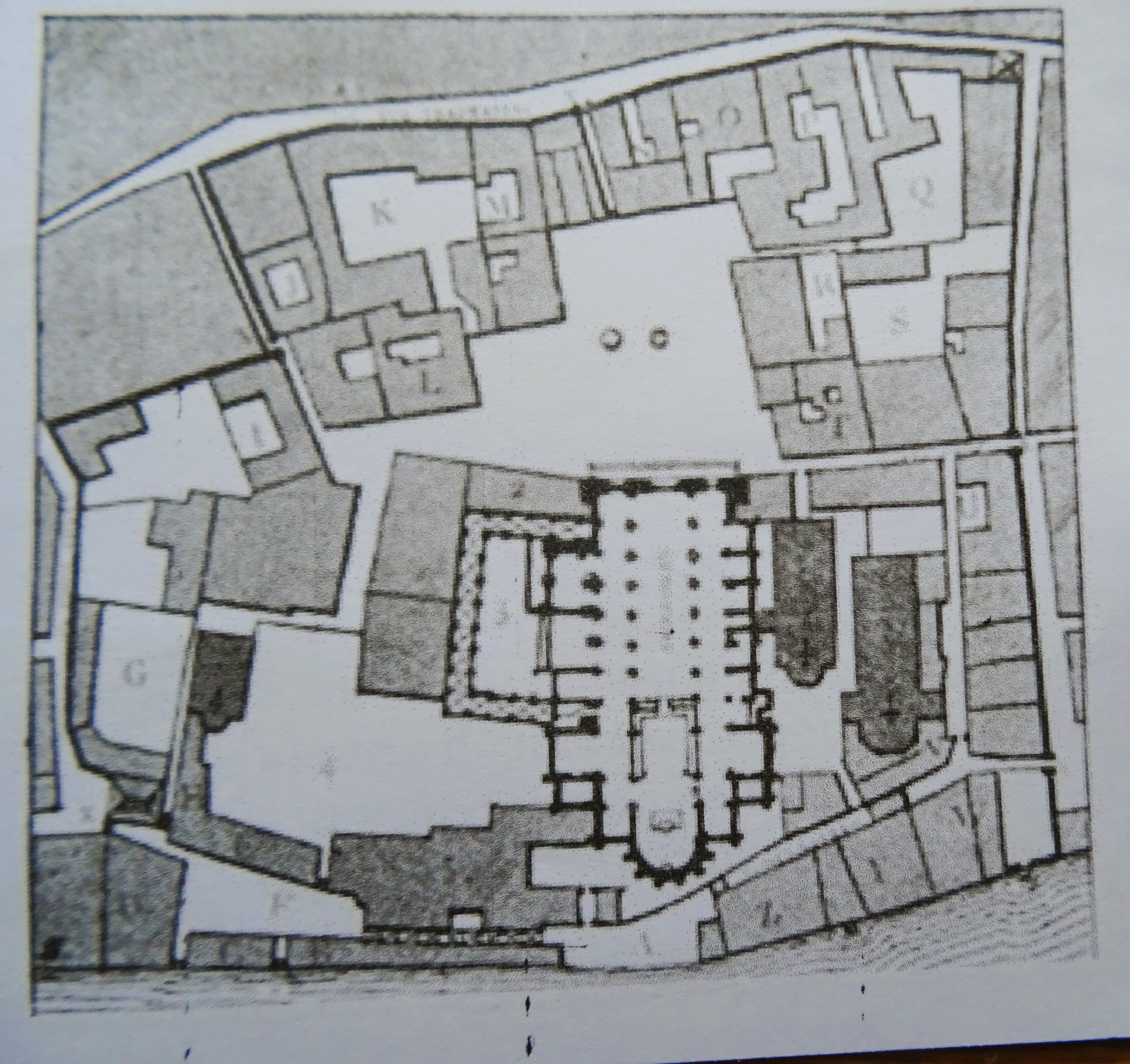
Quartier de la cathédrale Saint-Jean au XVIe siècle.

Que Madame d’Albon ait été la véritable mère de Julie est une chose que personne n'a jamais mise en doute. En revanche, l’identification de son père a fait l’objet de longues controverses. On s’en est tenu longtemps à la version adoptée par M. de Ségur, (encore que celui-ci ait pris la précaution de préciser : à défaut d’absolue certitude) selon laquelle Julie serait la fille de Gaspard de Vichy. A l’appui de sa thèse il pouvait faire valoir que cet ami et parent éloigné des Albon, officier de l’armée de Louis XV, était souvent accueilli par la marquise dans son château d’Avauges. Une longue période de paix lui en donnait tout le loisir. Sa liberté de mœurs était de notoriété publique. Quant à la marquise, plus âgée de quatre ans, bien qu’ayant dépassé la trentaine, elle était encore « mince et joliment potelée, son visage ovale entouré de boucles brunes et épaisses, avec de grands yeux vifs très séparés, la bouche retroussée aux commissures rieuses ». Les recherches entreprises par Pierre E. Richard lèvent toute incertitude. Il a découvert en 2013 un billet de l’abbé Jean-Jacques Barthélemy, célèbre antiquisant et intime de madame du Deffand, elle-même sœur de Gaspard. Il y est précisé que « Madame d’Albon…eut plusieurs enfants du nommé Tourtier prévôt de la maréchaussée de Lyon. Melle de Lespinasse fut du nombre […]. Elle fut baptisée comme fille née en légitime mariage de Claude Lespinasse et de Julie Navarre ». Monsieur Richard pense même être en mesure d’en donner le prénom, Claude, la qualité d’huissier royal et audiencier et le domicile rue Saint-Jean. À la décharge de Gaspard de Vichy, il est rappelé que le grand noceur savait se contrôler, lui qui complimentait en ces termes son beau-frère : « Je vous fais mes compliments de bon cœur sur le neveu que vous me promettez. Je le regarde comme mon enfant, aimant beaucoup mieux en être le père adoptif que le véritable, car je serais bien fâché, suivant ma façon de penser et en même temps bien embarrassé si j’en avais quelqu’un de légitime ». Ne devait-il pas par ailleurs se soucier d’écarter tout scandale alors qu’il s’apprêtait à épouse Diane, la fille de la marquise ?
L’insistance sur la situation d’illégitimité de Julie de Lespinasse ne satisfait pas seulement à une légitime curiosité. C’est toute sa psychologie qui devait en être affectée, caractérisée par un profond désenchantement jusqu’à ses derniers jours. En témoigne cet aveu d’octobre 1774 : « Quand on est arrivé à ce degré de dégoût qui fait qu’on se demande : A quoi bon ? Quand on n’espère plus rien et qu’on sent, tous les soirs, qu’on serait bienheureux de ne pas se réveiller, alors, mon ami, on est trop de ce monde ».

### Jeunesse lyonnaise

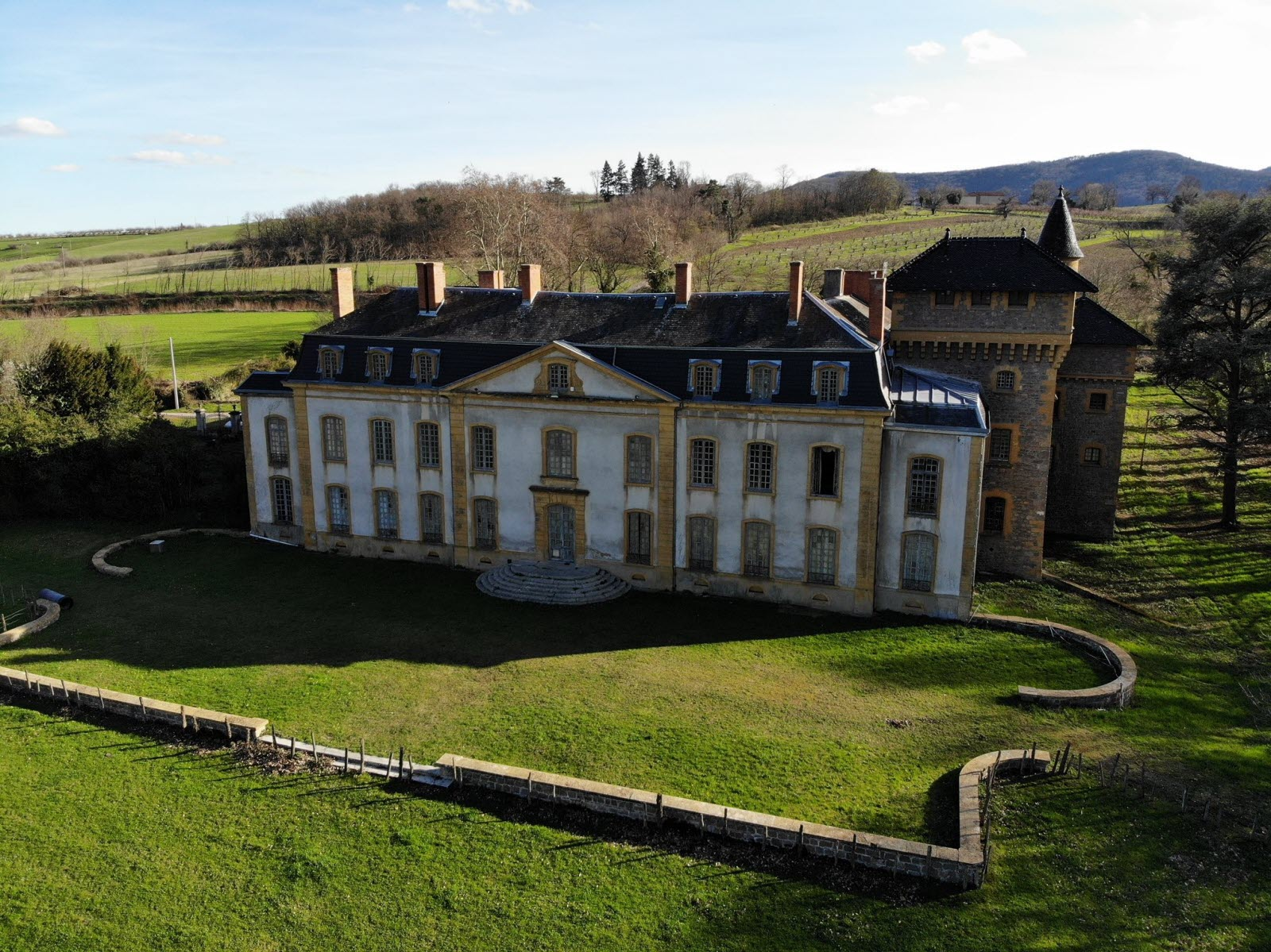
Château-d'Avauges.

Madame d'Albon s'était séparée de son mari. Elle vivait à Lyon, rue Pionière, avec ses deux enfants Diane et Camille. Julie de Lespinasse devait partager leur existence pendant ses seize premières années jusqu’en 1748. Elle fut entourée par sa mère des soins les plus affectueux, avec « une tendresse telle qu’il eût fallu peu de clairvoyance pour croire à une simple adoption ». Elle reçut aussi une solide éducation qui devait garantir son avenir. Elle avait une bonne connaissance de l’anglais et de l’italien et s’était nourrie de Racine, Voltaire et La Fontaine qu’elle savait par cœur. Elle avait lu toutes les pièces de Shakespeare. Pour assurer sa sécurité matérielle, en août 1746, la marquise manda un notaire à Avauges où elle prenait ses quartiers d’été et lui fit enregistrer ses dernières volontés par lesquelles elle dotait Julie d’une « pension annuelle viagère de trois cents livres payables en deux termes égaux de cinquante livres […] pour la nourriture, entretien et éducation dans un couvent de son choix jusqu’à son mariage ou entrée en religion ». L’année suivante pour compléter son legs elle lui remit la clé d’un bureau où était déposée une forte somme en louis d’or.
Au fil des ans, l’hôtel de la rue Pionière devait se vider de tous ses hôtes. La première à le quitter devait être Diane, la sœur aînée. En 1739, à l’âge de 23 ans, elle épousait le marquis Gaspard de Vichy, de 20 ans son aîné et le jeune ménage quitta Lyon pour Chamron, maison forte plutôt que château, aujourd'hui malheureusement disparue, en la paroisse de Ligny-en-Brionnais, à trois lieues au nord de Charlieu. Le départ de cette sœur fut un vrai crève-cœur pour Julie. Puis vint le tour, en 1744, de Camille parti au service des armées du Roi. Julie éprouva également un vrai chagrin du départ de ce grand frère. Et ce fut enfin celui de la marquise décédée en son hôtel le 6 avril 1748. La dépouille mortelle devait être transférée dans l’église de Saint-Forgeux au tombeau de ses ancêtres. Désormais privée de toutes attaches familiales et se sentant comme étrangère dans la grande maison vide, Julie décidait de prendre pension provisoirement dans un couvent lyonnais.

### Chamron
Dans les mois qui suivent Diane, en son château de Chamron, manifeste le désir d’employer une institutrice pour l’éducation de ses deux garçons : Abel qui va sur ses neuf ans et Alexandre qui en a cinq. Son mari Gaspard lui propose de faire appel à Julie qui accepte volontiers. Il y voit un avantage supplémentaire : éloignée de Lyon, la bâtarde ne risquera pas de révéler ses origines en justice et de faire valoir ses droits sur le riche patrimoine des Albon. Julie devait parfaitement réussir dans son rôle de préceptrice, du moins auprès d’Abel, au point de susciter l’inquiétude de Gaspard : n’allait-elle pas s’en prévaloir et prétendre à un traitement digne de son sang alors qu’il ne manquait aucune occasion de la ravaler au rang de ses autres nombreux (15 !) domestiques ? Julie s’étant plainte de ce comportement humiliant auprès de Diane, celle-ci avoua son impuissance : « Dans sa famille, la rudesse est héréditaire. Ils ne savent pas trop s’ils ont un cœur ». L’autorisation d’assister en 1751 au mariage de Camille lui fut accordée comme une faveur exceptionnelle. Tout autre devait être le comportement d’une visiteuse dont le salon littéraire parisien jouissait alors d’un grand renom. Madame du Deffand n’avait aucune difficulté à se faire inviter au château de Chamron. Lors d’un séjour prolongé de près de six mois, elle se convainquit des grandes qualités de Julie et lui proposa de la prendre à son service dans la capitale. Menacée de cécité totale, elle éprouvait de plus en plus la nécessité d’être secondée.
L’intéressée devait mettre un certain temps à se faire à l’idée de nouvelles conditions de vie pourtant plus gratifiantes. Elle préféra faire ses adieux à la famille de Vichy fin octobre 1752 et regagna le couvent lyonnais où elle avait déjà pris pension en 1748. En vain, en avril 1753, madame du Deffand vint à Lyon pour la convaincre d’accepter ses propositions au cours de rencontres quotidiennes. Elle ne devait regagner Paris qu’en octobre après avoir séjourné chez des amis dans le Mâconnais. Elle devait encore relancer Julie par un courrier du 13 février 1754. Celle-ci s’accommodait mal des conditions spartiates de la vie en pension. Elle sollicita en vain une aide de Camille à qui elle avait pourtant fait don des louis d’or mis en réserve dans le bureau. Se doutait-t-elle à l'époque que rien ne l'avait engagée à faire preuve d'une telle générosité ? Les dernières recherches de E. Richard ont permis de conclure qu'ils étaient tous deux enfants illégitimes de madame d'Albon ! C'est avec un certain regret qu'elle s'en expliquera plut tard dans sa lettre à Abel du 26 juillet 1772 : « Je suis la fille de Mme la comtesse d'Albon, par conséquent sœur de Madame votre mère et de M. d'Albon, qui n'a été plus heureux que moi que parce qu'on l'a cru nécessaire pour perpétuer le nom ; il jouit des avantages attachés à ce nom » Elle finit donc par céder aux instances de madame du Deffand en avril 1754. Elle partagera désormais avec elle son appartement parisien dans la dépendance du couvent Saint-Joseph, rue Saint Dominique.

## Les 22 années parisiennes (1754-1776)

### Le salon de madame du Deffand

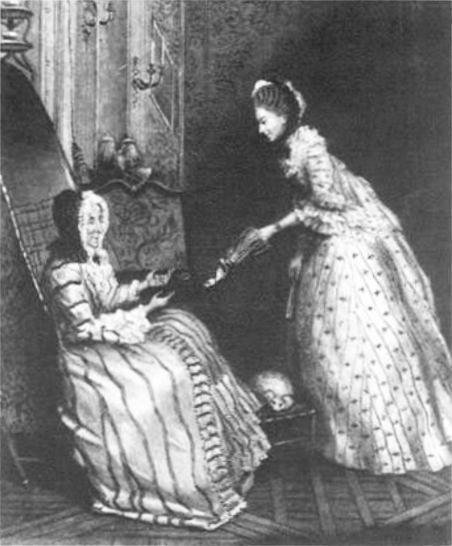
Madame du Deffand.

Les premières années (1754-1757) de la cohabitation entre Julie et madame du Deffand sont une véritable lune de miel. La vie est rythmée selon un rituel invariable. La marquise « fait du jour la nuit et de la nuit le jour ». On ne pénètre dans sa chambre qu’à trois heures de l’après-midi. Après d’interminables parlottes vient l’heure du courrier. On lit et commente celui reçu et on y répond : la correspondance avec Voltaire est particulièrement importante. A six heures on ouvre les portes pour la grande réception dans le salon mais certaines soirées plus intimes ont lieu dans la chambre de la marquise qui ne quitte pas son fauteuil. Bien entendu pas de réception si la soirée est passée à l’Opéra ou à la Comédie. Le souper fait partie du rituel. L’arrivée de Julie au milieu de ce beau monde fait sensation. Elle n’est, certes, pas remarquée pour sa beauté mais son comportement est plein de grâce. Elle a un irrésistible besoin de plaire à tous, sans discrimination. Le ton de sa voix est très doux et exquis. Elle a l’art d’écouter et d’applaudir aux bons mots des autres. Elle s’enthousiasme facilement mais avec retenue et cette attitude tranche sur les sentiments blasés d’une société trop polie. Cela redonne vie à la marquise naturellement sceptique et craignant par-dessus tout de s’ennuyer. Au fur et à mesure de l’aggravation de sa cécité elle a bien besoin d’une telle compagne pour se rattacher à la vie.
Des affaires de cœur vont semer la discorde entre la marquise et Julie qui s’était jusqu’alors en quelque sorte interdit de céder à la passion amoureuse. Or voilà qu’à 25 ans elle semble tomber sous le charme de John, comte de Taaffe, un mystérieux irlandais. Madame du Deffand ne manque pas de flair en jugeant ce personnage falot comme un aventurier qui veut abuser d’elle mais il y a la manière. Etait-il élégant de souligner la distance sociale entre un noble et une roturière ? poli de cloîtrer Julie dans sa chambre à chacune de ses visites ? Le choc est si fort que celle-ci tente de s’empoisonner avec 60 grains d’opium qui lui donnent des convulsions.

C’est cependant les relations avec d’Alembert qui vont provoquer la rupture. Le célèbre personnage, engagé, entre autres activités, dans la rédaction de la grande encyclopédie était depuis longtemps un habitué du salon de la marquise. 

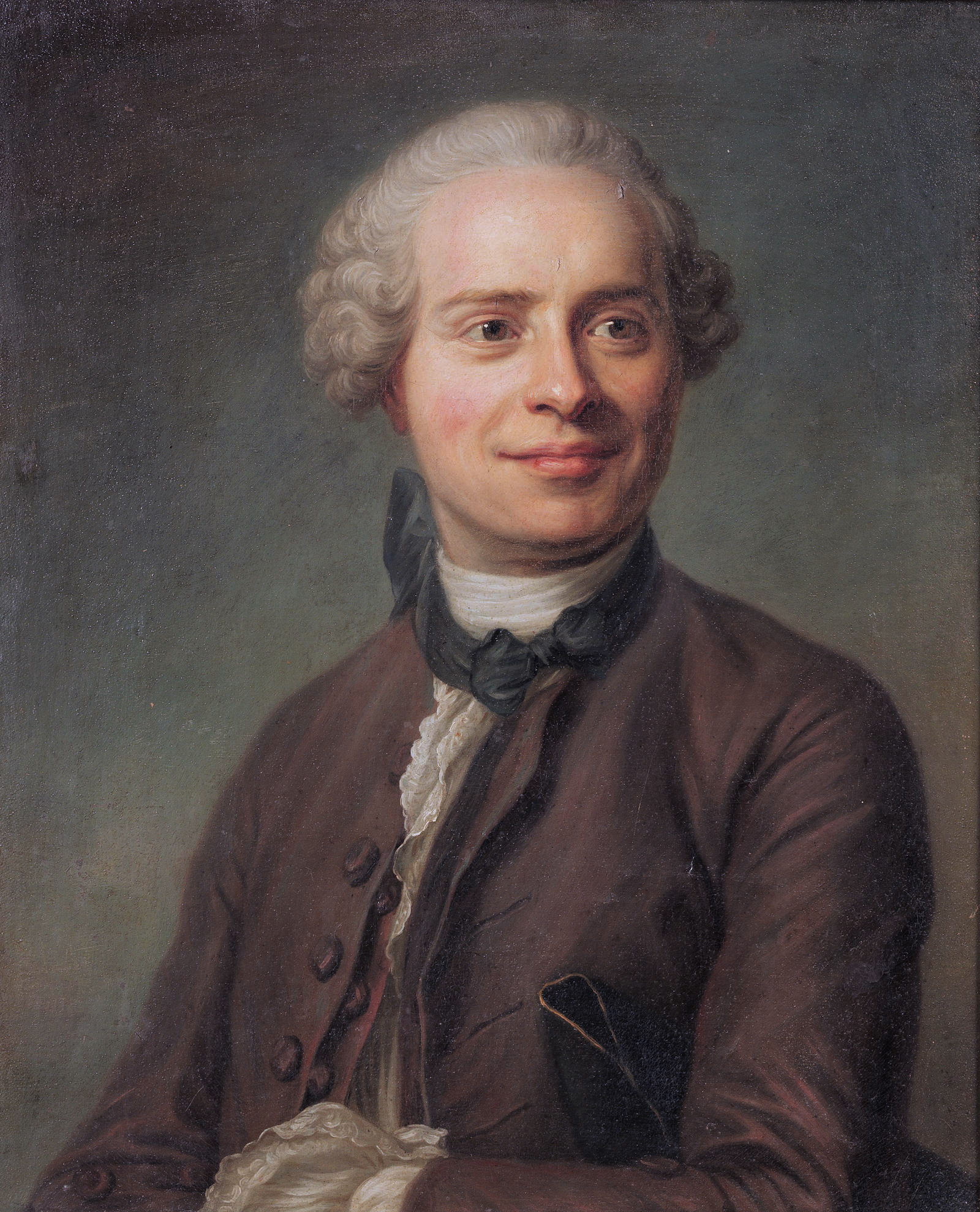
D'Alembert.

Julie va, en effet, apparaître aux yeux de la marquise comme une véritable rivale sur le double plan professionnel et affectif. Comme la « journée », si l’on peut dire, de madame du Deffand commençait de plus en plus tard, certains invités avaient pris l’habitude de venir rue Saint-Dominique une ou deux heures avant l’ouverture officielle du salon. Ils n’avaient qu’à gagner l’entresol au-dessus de l’appartement et descendaient plus tard par le petit escalier intérieur dans le salon de la marquise qui découvrit le manège en avril 1764. Sa déception fut terrible et Julie dut supporter des scènes épouvantables.
Par ailleurs, la renommée de d’Alembert lui valait des invitations jusque dans les cours princières. En 1763, Il avait eu à répondre, comme Voltaire, à celle du roi de Prusse Frédéric II en son château de Potsdam. Alors que madame du Deffand se targuait d’entretenir avec lui un rapport privilégié d’Alembert était tombé amoureux de Julie mais il était trop timide pour se déclarer. Il saisit l’occasion de ce voyage pour le faire. Pendant son séjour Julie eut droit à une lettre quotidienne alors que la marquise n’en reçut qu’une pendant ces trois mois de séparation. Plus grave encore : il avait été le premier à donner le mauvais exemple en montant à l’entresol avant l’ouverture officielle du salon. Suprême infidélité ! La marquise enrage de jalousie et somme d’Alembert de choisir entre elle et Julie. Il n’hésite pas un instant : ce sera Julie.

### Le sacerdoce
En 1764, Julie ouvre donc un salon indépendant dans un nouveau logement à cent mètres de celui de sa rivale à l’angle de la rue Belle Chasse et de la rue Saint-Dominique. Elle va désormais y consacrer tout son temps, comme s'il s'agissait d'un véritable sacerdoce. Elle était peu fortunée mais des aides financières durables lui sont venues de divers côtés. Du jour au lendemain elle put s’assurer le service de quatre domestiques ! Elle sut également, du moins dans ces débuts, entretenir d’excellentes relations avec madame Geoffrin qui tenait un salon de haute tenue rue Saint-Honoré, de l’autre côté de la Seine, avec une telle fermeté qu’on la surnommait la tsarine ! Elle devait être pour Julie une excellente conseillère dans l’adoption des bonnes manières. Ainsi, pendant neuf ans, de 1764 jusqu’en 1773, jour après jour, sans relâche, dimanche compris, celle-ci va tenir salon, et s’il lui arrivait d’aller au théâtre ou à la campagne, c’était un événement dont tout Paris était instruit d’avance. Elle manifesta toutes les qualités d’une maîtresse de maison comme l'atteste, entre autres, ce témoignage de La Harpe : « Elle inspire tant de confiance qu’il n’y a personne qui, au bout de 15 jours de connaissance, ne soit prêt à lui raconter l’histoire de sa vie. Aussi, personne n'a jamais eu autant d’amis et chacun d’eux est aimé comme s’il était le seul à l’être ».
D’Alembert devait jouer un des tout premiers rôles dans le salon de Julie. A l’époque où il fréquentait celui de madame du Deffand, il vivait pauvrement dans une soupente chez sa mère nourricière madame Rousseau. Lorsqu’il tombe à son tour gravement malade, Julie lui offre une chambre au troisième étage de sa maison et lui sert de garde-malade. A 47 ans il est son aîné de 15 ans. Sans doute ne répond-elle pas au sentiment amoureux qu’il lui voue mais ne supportent-ils pas tous deux, enfants illégitimes, le poids du même destin ? Ils vivent une sorte d’union libre bien tolérée dans leur milieu. « La considération dont Julie jouissait loin d’en souffrir aucune atteinte n’en fut que plus honorablement et plus hautement établie ». Avec d’Alembert, c’est toute l’équipe attelée à son initiative et celle de Diderot depuis 1747 à la rédaction de la fameuse Grande Encyclopédie qui est invitée. La conversation est agitée par les grandes querelles de l’époque. On se passionne pour la musique et prend parti pour ou contre : Pergolèse contre Jean Philippe Rameau, Gluck contre Piccinni. La maîtresse de maison anime aussi les débats politiques par des prises de position contre l’absolutisme. C’est à ce titre qu’elle accueille avec une chaleur particulière l’écossais David Hume, secrétaire d’ambassade à Paris. Les aristocrates côtoient les philosophes comme Diderot et Condorcet. C’est au point que Julie s’attire l’hostilité de ceux qui pensent que sa moralité est suspecte car elle prétend assumer un rôle dans un domaine interdit aux femmes. Son entregent ne la conduit-t-il pas à pousser ses candidats à l’Académie française dont d’Alembert devient le secrétaire perpétuel en 1774 ? On a pu dire que son salon était devenu l’antichambre de la Coupole. « Qui le croirait, messieurs, le sanctuaire des lettres est devenu le repaire de l’incrédulité et de l’irréligion s’exclame l’archevêque de Vienne Lefranc de Pompignan.
On appréciera mieux encore cette réussite si l’on considère les lourds handicaps que Julie eut à surmonter. Elle devait être atteinte dès 1764 par la variole, plus communément nommée à l'époque petite vérole, fléau terrifiant contre laquelle les premiers essais ont été tentés de son vivant mais en Angleterre et en Allemagne et ce n’est vraiment que vingt ans plus tard que commença à être vulgarisée la vaccine inventée par Jenner. Selon Voltaire, sur cent personnes qui venaient au monde, soixante au moins contractaient cette maladie et vingt en mouraient. En attendant, force était de cacher les trous dont était grêlé le visage sous des fards épais. Avec l’âge, celui de Julie s’était empâté faute d’exercice physique. Pour comble, la tuberculose vint aussi l’atteindre dans ses dernières années. S’étonnera-t-on en apprenant qu’elle en vint à faire usage de l’opium en soulagement de tant de souffrances ? 

### Mourir d'amour

#### Gonçalve, marquis de Mora

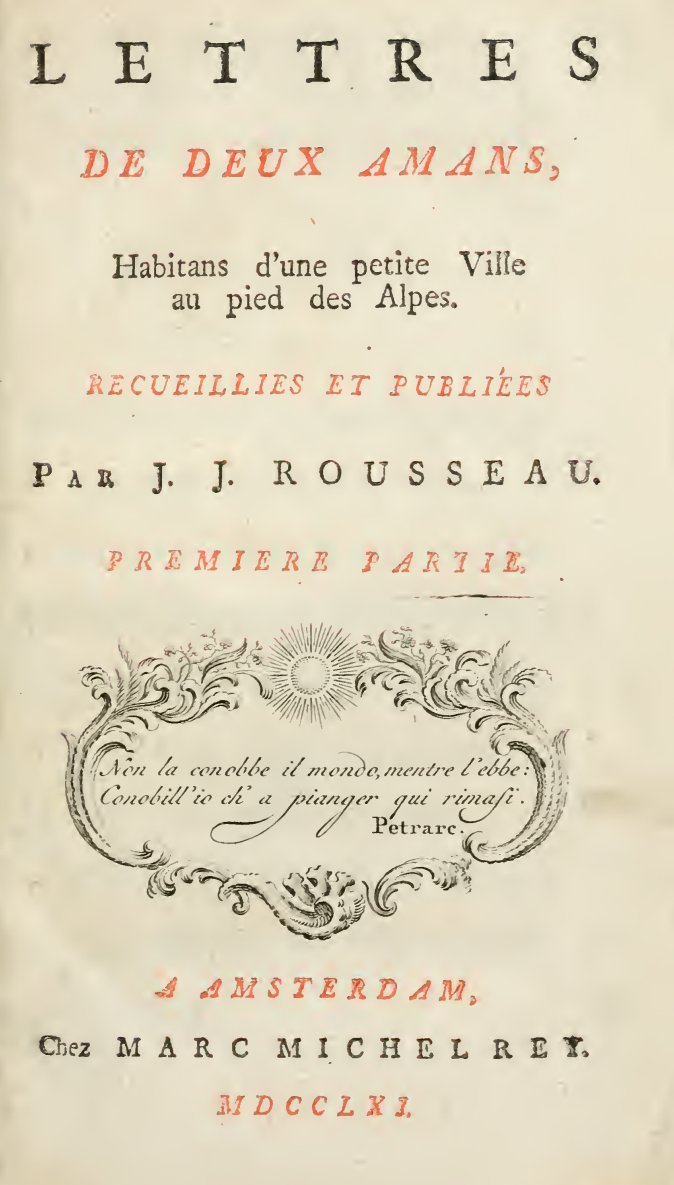
Page de titre de La nouvelle Héloïse.

Que Julie soit parvenue sans passion amoureuse jusqu’à sa trente-quatrième année, il y avait là quelque chose de contraire à sa nature passionnée comme à l’air du temps où Jean-Jacques Rousseau, avec la publication de la Nouvelle Héloïse en 1761, avait exalté la liaison de Julie et de Saint-Preux. On a vu que ses sentiments pour d’Alembert n’allaient pas au-delà de la simple amitié. Le choc de la rencontre avec un jeune Espagnol que la curiosité pousse un jour de la fin de l’année 1766 à entrer dans son salon n’en sera que plus violent. Et cette passion, contrariée de diverses manières par la maladie, l’éloignement, l’hostilité de la famille va prendre toutes les couleurs d’un amour romantique avant l’heure.
Gonçalve, marquis de Mora, est venu à Paris où il a retrouvé son père, ambassadeur auprès de Louis XV depuis 1763. Né en 1742, il a pour lui la jeunesse. Il est grand, bien bâti, élégant, le regard sombre et brillant, le visage fin. Sa famille appartient à la plus haute noblesse : son père marquis de Mora, comte de Fuentès est chevalier de la Toison d’Or et de Saint-Jacques. Il est libre car sa très jeune femme est morte lors d’un deuxième accouchement. Il a la réputation d’être ouvert à l’esprit des Lumières car son beau-père, le comte d’Aranda, avait mené sous le règne de Charles III une politique qui s’inspirait du despotisme éclairé. Lui-même se passionne pour les encyclopédistes. Bien que Julie n’ait pas embellie avec l’âge il tombera sous le charme de sa parole lors d'une première visite dans son salon. Pour elle, en revanche, on peut parler d’un coup de foudre.
Les obligations professionnelles de Mora l’ont obligé à rejoindre en Espagne le régiment dont il avait la charge. Quand il est de retour à Paris pour un deuxième séjour - il en a arraché l’autorisation au ministre de la guerre - il est très déprimé par la mort de son fils tandis que sa mère, tuberculeuse, crache ses poumons. Ces malheurs l’ont vieilli prématurément et il cherche une consolation. Lorsqu’il revoit Julie la tristesse et l’atteinte à son tour de la terrible maladie lui ont arraché son masque de jeune homme insouciant. Il est à l’unisson d’une âme souffrante . Mais le devoir l’appelle à nouveau en Espagne. Ce n’est qu’au terme d’un troisième séjour parisien qu’il saute le pas et informe son père de sa décision d’épouser Julie, déclenchant sa colère qui l’oblige à rentrer au pays. Son élévation au grade de général de brigade le console d’autant moins qu’il doit prolonger son séjour pour aller soigner sa santé sous le ciel de Valence. Le temps d’une dernière escapade à Paris sera celui d’une violente passion. Ils ne devaient plus se revoir.

#### Jacques de Guibert

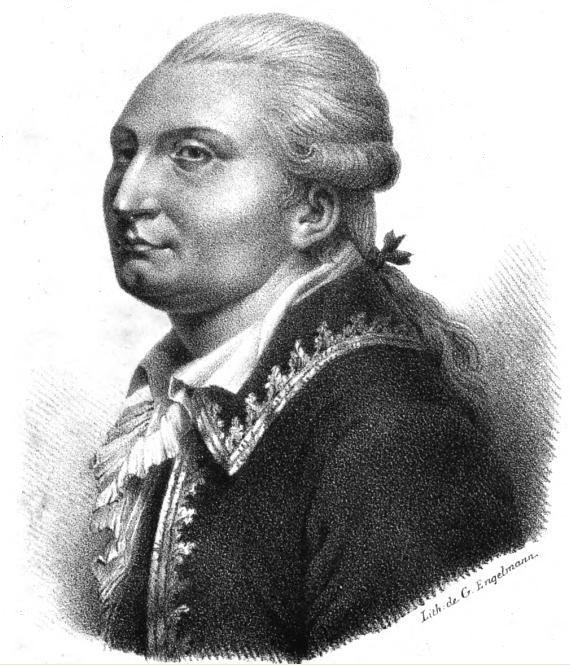
Jacques de Guibert.

C'est alors que Julie fait la connaissance de Jacques de Guibert. Le personnage est d’abord reconnu comme un génie militaire. Il est, certes, né dans le sérail : son père, gentilhomme rouergat, lui-même véritable self-made-man, avait gravi tous les échelons de la hiérarchie jusqu’à devenir gouverneur des Invalides et ainsi mérité son titre nobiliaire. Il a l’expérience du combat car il a participé à ses côtés dès l’âge de 14 ans à des opérations sur le terrain. Il s’est taillé une réputation de visionnaire par ses qualités de théoricien : sa méthode sera vantée dès la parution de ses ouvrages par des stratèges comme le roi de Prusse Frédéric II et reprise par Bonaparte. Il joint à ce prestige un grand pouvoir de séduction : c’est un homme accompli parfaitement à l’aise dans la vie. Il en impose physiquement par sa vitalité qui tranche avec le type d’officier plus ou moins androgyne alors à la mode. Il y ajoute un piment original par son accent toulousain et sa stature qu’on qualifierait aujourd’hui de rugbyman. Intellectuellement il peut briller dans les salons par sa conversation très animée et très riche qui frappera la future madame de Staël. Il se targue de talent littéraire et publie deux tragédies ainsi que des notes de voyage ce qui lui vaudra d’être admis à l’Académie française. Marié contre son gré il se détache d’une épouse trop superficielle et n’en fait pas mystère.
C’est donc en esprit libre qu’au début de juillet 1772 il rencontre Julie au Moulin Joli, résidence d’été du fermier général Wattelet et accepte l'invitation dans son salon. Quasi coïncidence : le 7 août Mora, dont l’état de santé s’est aggravé quitte Paris pour Bagnères-de-Bigorre et ses eaux aux vertus curatives avant de regagner l’Espagne. Julie éprouve alors le besoin d’un confident et d’un soutien dans un moment difficile. Ce sera précisément Guibert. Elle l'en remercie : « Vous l’avez [mon âme] pénétrée de reconnaissance, d’estime et de tous les sentiments qui mettent de l’amitié et de la confiance dans une liaison ». La séparation va servir de révélateur d’un attachement beaucoup plus passionné lorsque Guibert entreprend de mai à septembre 1773 un long voyage professionnel en Europe centrale et tombe malade à Breslau. À son retour se noue leur liaison qu'ils veulent garder secrète. Ils la cacheront dans une loge de l’Opéra en février 1774.
Désormais rien n’est plus comme avant ! Sans doute Julie continue-t-elle à recevoir beaucoup de monde et, comme elle a une grande conscience professionnelle, elle doit faire de grands efforts pour ne rien laisser paraître mais le cœur n’y est plus : l’amour a tué l’amour qu’elle avait pour le monde. Les événements se précipitent en mai. Voilà que Mora fait une dernière tentative pour retrouver son amante. Il traverse les Pyrénées vers le 10 mai 1774. Le trajet de Bayonne à Bordeaux est un véritable calvaire. Il y meurt dans une obscure auberge après un dernier message à Julie : « J'allais vous revoir. Il faut mourir. Quelle affreuse destinée ! Mais vous m'avez aimé et vous me faites encore éprouver un sentiment doux. Je meurs pour vous ». Ses serviteurs retirèrent deux bagues de ses doigts. La première renfermait une mèche de cheveux de Julie. La seconde était un simple anneau d'or sur lequel était gravé : « Tout passe, hormis l'amour ». Lorsque Julie apprend son décès le choc est très violent. Au deuil s'ajoute un sentiment de culpabilité. Elle brûle toutes les lettres de Guibert et tente de se suicider en forçant sur la dose d’opium habituelle. Et c’est encore Guibert qui vole à son secours. Mais lui-même est en proie à de graves soucis familiaux. Aux inquiétudes pour la santé des siens se joignent des problèmes financiers car son père, qui menait un grand train de vie avait accumulé les dettes. Il décide de se remarier pour redorer le blason de la famille. Lorsque Julie apprend que l’élue de son cœur est une charmante jeune fille de 17 ans, immense est sa déception.

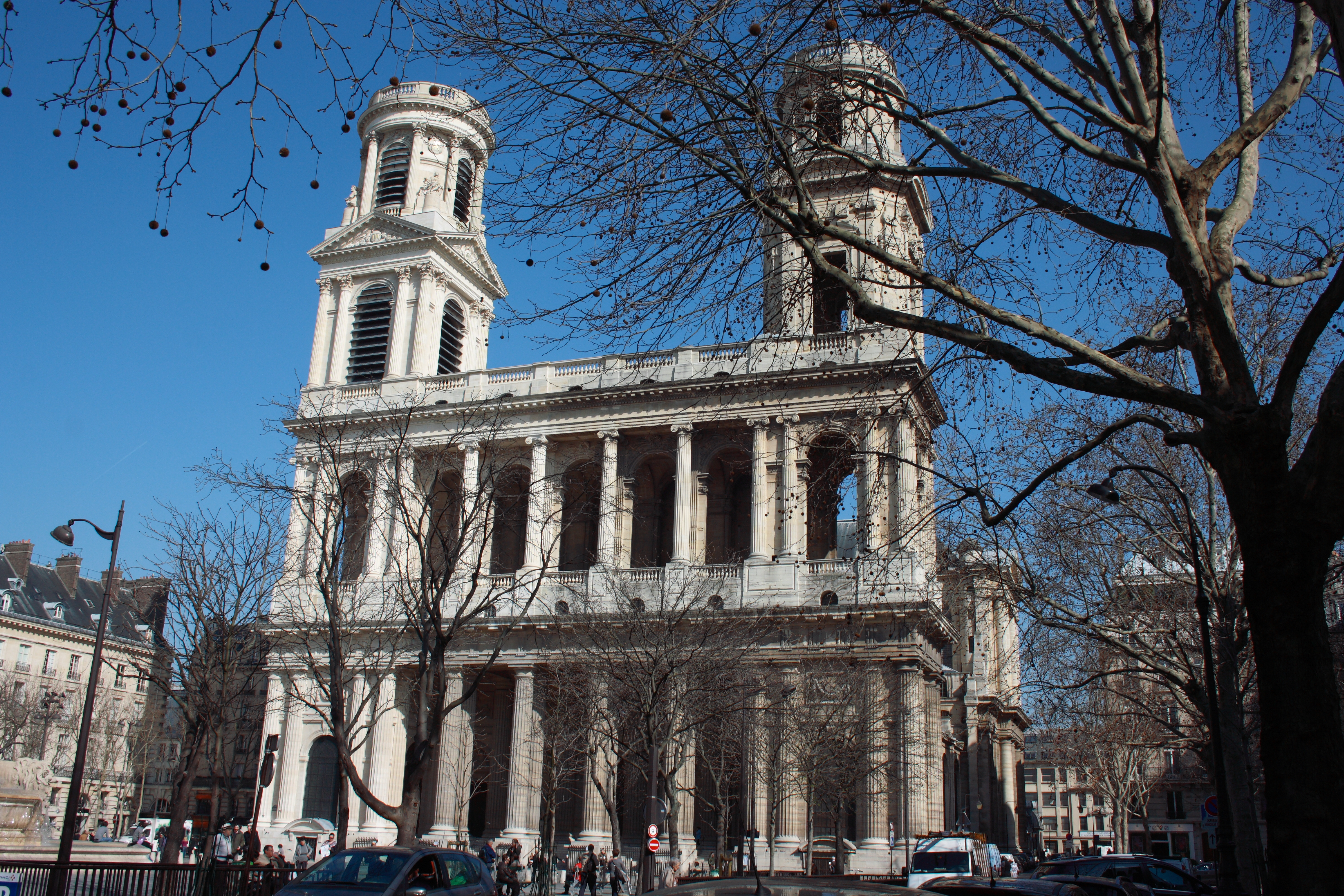
Saint-Sulpice.

Dès lors son existence, minée par la tuberculose, est une longue agonie qui prendra fin dans la nuit du 28 au 29 juillet 1776. Son frère Abel, fidèle entre les fidèles - sa correspondance avec Julie occupe la moitié de l'ouvrage de P. Richard - , informé de sa fin prochaine, a fait le déplacement exprès à Paris. Il a réussi, « en dépit de toute l'Encyclopédie » à arracher son consentement à une sépulture religieuse, célébrée dans l’église Saint-Sulpice. Le cortège funèbre est conduit par d’Alembert et Condorcet tandis que Guibert reste très discret, perdu dans la foule. Jubilation en France de madame du Deffand, mépris affiché en Espagne du clan Mora. La publication en 1809 par la veuve de Guibert de la correspondance entre Julie et son amant créa un véritable scandale. La liaison avait été tenue secrète car Julie, en nouvelle Héloïse, ne voulait, aux regards du monde et de la postérité, avoir eu qu’un unique amour : celui de Mora.